# 2015 SO2
2015 SO2 est un astéroïde, classé comme objet géocroiseur du groupe Aton. 